# Симон, Эмил
Эмил Симон (рум. Emil Simon; 24 сентября 1936, Кишинёв — 25 февраля 2014, Клуж-Напока) — румынский дирижёр.
Начал учиться игре на фортепиано в четырёхлетнем возрасте. Окончил Клужскую академию музыки, где изучал дирижирование под руководством Антонина Чолана и композицию у Сигизмунда Тодуцэ. Совершенствовал своё мастерство в Париже, Праге и Стокгольме, в том числе у Нади Буланже, Оливье Мессиана, Мануэля Розенталя и Серджиу Челибидаке. В 1964 году выиграл Безансонский международный конкурс молодых дирижёров.
C 1960 года работал с Трансильванским филармоническим оркестром, в 1988—2000 гг. его главный дирижёр. За годы карьеры провёл около 1500 концертов, исполнив около 3000 произведений. Преподавал в Клужской академии музыки (среди его учеников, в частности, Раду Чорей).
Среди записей, осуществлённых Симоном с разными оркестрами, преобладают сочинения румынских композиторов; он записал также ряд произведений Жака Оффенбаха, Николая Мясковского и др.
В 2001 году Симону было присвоено звание почётного гражданина города Клуж-Напока.